# Yves Lenaerts
Yves Lenaerts (Turnhout, 27 februari 1983) is een Belgisch voormalig voetballer die als doelman speelde.
Lenaerts begon zijn carrière bij FC Turnhout. In 2001 vertrok hij naar de jeugd-afdeling van PSV Eindhoven. Lenaerts speelde zijn eerste seizoen in de A1 en de twee jaar daarna was hij keeper van Jong PSV. In het seizoen 2002/03 raakten zowel eerste keeper Waterreus als tweede keeper Kooiman geblesseerd en kon Lenaerts zijn debuut maken op het hoogste niveau in de Eredivisie. In het seizoen 2003-2004 vertrok tweede doelman Kooiman, maar haalde PSV een nieuwe vervanger, Van Dijk en speelde Lenaerts enkel wedstrijden bij Jong PSV. In het seizoen erna, 2004/05, vertrok hij naar K. Beringen-Heusden-Zolder (KBHZ) dat in de Tweede klasse uitkwam. Hij speelde 22 competitiewedstrijden in bijna twee seizoen bij KBHZ, tot de club op 12 maart 2006 failliet werd verklaard en zich terugtrok uit het betaald voetbal. Van 2006 tot 2010 stond Lenaerts onder contract bij Club Brugge, maar kwam er nooit aan spelen toe.
In juni 2010 ging hij transfervrij over naar toenmalig tweedeklasser Oud-Heverlee Leuven. Hij speelde er in het seizoen 2010-2011 alle competitiewedstrijden en zorgde zo mee voor de titel en de bijbehorende promotie naar het hoogste voetbalniveau in België.
Lenaerts kreeg in het begin van het seizoen 2011-2012 nog de voorkeur, maar toen Thomas Kaminski doorbrak zat Lenaerts op de bank.
In het seizoen 2012-2013 verloor Lenaerts de strijd voor een basisplaats bij Oud-Heverlee Leuven van Logan Bailly. Die laatste kwam in de zomer van 2012 over van Borussia Mönchengladbach.
In 2018 besloot Lenaerts te stoppen met voetballen. Samen met zijn vader had hij een speciaalzaak in chocolade, zoetwaren en koffie. In 2022 verkochten ze het bedrijf en ging Lenaerts werken als zzp’er.

## Statistieken
| Seizoen         | Club                       | Competitie      | Competitie | Competitie | Play-offs | Play-offs | Beker | Beker | Totaal | Totaal |
| Seizoen         | Club                       | Competitie      | Wed.       | Dlp.       | Wed.      | Dlp.      | Wed.  | Dlp.  | Wed.   | Dlp.   |
| --------------- | -------------------------- | --------------- | ---------- | ---------- | --------- | --------- | ----- | ----- | ------ | ------ |
| 2000/01         | KFC Turnhout               | Tweede Klasse   | 0          | 0          | 0         | 0         | 0     | 0     | 0      | 0      |
| 2002/03         | PSV                        | Eredivisie      | 3          | 0          | 0         | 0         | 0     | 0     | 3      | 0      |
| 2003/04         | PSV                        | Eredivisie      | 0          | 0          | 0         | 0         | 0     | 0     | 0      | 0      |
| 2004/05         | K. Beringen-Heusden-Zolder | Tweede Klasse   | 6          | 0          | 0         | 0         | 1     | 0     | 7      | 0      |
| 2005/06         | K. Beringen-Heusden-Zolder | Tweede Klasse   | 17         | 0          | 0         | 0         | 1     | 0     | 18     | 0      |
| 2006/07         | Club Brugge KV             | Eerste Klasse   | 0          | 0          | 0         | 0         | 0     | 0     | 0      | 0      |
| 2007/08         | Club Brugge KV             | Eerste Klasse   | 0          | 0          | 0         | 0         | 2     | 0     | 2      | 0      |
| 2008/09         | Club Brugge KV             | Eerste Klasse   | 0          | 0          | 0         | 0         | 0     | 0     | 0      | 0      |
| 2009/10         | Club Brugge KV             | Eerste Klasse   | 0          | 0          | 0         | 0         | 0     | 0     | 0      | 0      |
| 2010/11         | Oud-Heverlee Leuven        | Tweede Klasse   | 34         | 0          | 0         | 0         | 1     | 0     | 35     | 0      |
| 2011/12         | Oud-Heverlee Leuven        | Eerste klasse   | 11         | 0          | 0         | 0         | 0     | 0     | 11     | 0      |
| 2012/13         | Oud-Heverlee Leuven        | Eerste klasse   | 1          | 0          | 0         | 0         | 0     | 0     | 0      | 0      |
| 2013/14         | Oud-Heverlee Leuven        | Eerste klasse   | 2          | 0          | 0         | 0         | 0     | 0     | 2      | 0      |
| 2014/15         | Oud-Heverlee Leuven        | Tweede Klasse   | 4          | 0          | 0         | 0         | 0     | 0     | 4      | 0      |
| 2015/16         | Oud-Heverlee Leuven        | Eerste klasse   | 1          | 0          | 0         | 0         | 0     | 0     | 1      | 0      |
| Carrière totaal | Carrière totaal            | Carrière totaal | 79         | 0          | 0         | 0         | 5     | 0     | 84     | 0      |

Bijgewerkt tot en met 27 juli 2015

## Erelijst
- Eredivisie: 2003
- Johan Cruijff Schaal: 2003
- Beker van België: 2007